# 伍碧權
伍碧權（1947年8月27日—），籍貫廣東省台山市，人稱「台山伍」、「權哥」，是前香港賽馬會發牌的練馬師，香港練馬師伍鵬志之父。

## 生平
伍碧權於1970年代於愛爾蘭馬房工作（香港馬王及時而出來港前亦由該馬房訓練），亦是當地業餘騎師。有次馬會董事祈德尊爵士到訪愛爾蘭，因應沙田馬場建成而邀其回港發展，因而返回香港加入馬會任馬房助理並逐步升至副練馬師，曾任羅拔萃馬房及方祿麟馬房副練馬師，於1983/84年度馬季獲發練馬師牌照，1983年9月17日憑「夠威夠格」取得在港從練的首場頭馬，期間曾經訓練「通靈」、「及時而出」等成為香港馬王的馬匹，亦曾訓練「有料到」勝出香港打吡大賽。但自從1992/93季度取得30場頭馬之後，成績開始下滑，曾一度徘徊練馬師榜於中下游位置。2007-08年馬季，雖然只得12場頭馬，但獲得相當次數亞軍及季軍下，總分達50分，達到馬會的最低要求，因而逃出被釘牌的危險。
1989-90年馬季，全季僅勝出15場頭馬，但憑『有料到』奪得香港打吡大賽和皇太后紀念盃，以及『及時而出』奪得樂聲盃、女皇盃、冠軍暨遮打盃和主席獎而贏得旺財杯。
2003年2月，曾一度接手停牌的王兆旦所訓練的馬匹，此外亦曾派遣「世貿商人」兩度出征澳港盃。
2011-12馬季，是伍碧權成績大突破的一個馬季，憑黃汝安的倉底馬以及本身的馬匹，取得多場勝利，在賽季舉行一半前，已超越本身的成績，更憑「勁有盈」在跑馬地百萬挑戰盃成為績分總冠軍，當季取得28場頭馬。
2013年6月26日，伍碧權馬房的「心中有程」勝出五陵會鑽禧盃，並憑此駒取得在港從練的最後一場頭馬；在2012-13年馬季結束後，因年齡問題硬性退休，結束30年練馬師事業，最後一季取得34場頭馬，並於當季練馬師龍虎榜排行第九，在港累積464場頭馬。退休後，成為馬評家，加盟香港東方日報、香港太陽報、彩報。

## 子女
伍碧權育有一子一女，兒子伍鵬志自2022-23年度馬季起擔任練馬師，開倉首季即以41場頭馬名列練馬師榜第10名，超越其父親的最佳馬季。翌季（2023-24）表現更上一層樓，在練馬師龍虎榜一度領先群雄，最終以69場頭馬獲得亞軍，僅以1場頭馬之差不敵呂健威。

## 練馬師所屬見習騎師
===林嘉成（已故）=== 
1973年生於香港，自小與父母及一兄一姊居於華富邨， 中三畢業後投考見習騎師學校並獲取錄為賽事見習學員。1992-93年度馬季開始在港出賽，首季未能勝出頭馬，但獲23次亞軍，包括於1993年4月18日策騎師傅馬房之第四班馬『東方油田』跑沙田草地2000米力拼告東尼之座騎『豬小姐』後僅以短馬頭落敗之一役，林憑該次優異表現被選為該月份最佳見習騎師。翌季於1993年10月6日策騎師傅馬房之第三班馬『勝利風範』跑快活谷膠地1600米打開勝利之門 （页面存档备份，存于），此後表現突飛猛進，座騎日漸增多，成績一直拋離其他見習生，1994年2月19日憑林紅飛馬房之第四班馬『自動對焦』跑沙田草地1200米勝出其第16場亦即最後一場頭馬 （页面存档备份，存于）。由於當時馬主普遍喜用外籍騎師，見習生爭取座騎及頭馬困難，林得以榮膺該年度冠軍見習騎師。林嘉成於生前接受傳媒訪問時曾表示如果不做騎師，可能要跟隨其父親當廚師， 指騎師生活明顯較廚師舒適得多。
1994年4月23日沙田馬場舉行賽馬，林嘉成於第3場策騎師傅馬房之第三班馬『金的來』跑草地2000米得季軍，為其最後一次上名獲獎金 （页面存档备份，存于）。第7場由黃汝安訓練之第六班馬『大瀑布』成為其最後座騎，跑草地1400米得第6 （页面存档备份，存于）。由於翌日為星期日且不是賽馬日，伍碧權讓林嘉成放假一天，林於賽後離場歡渡週末，與數名好友到香港大球場觀賞譚詠麟演唱會，並獲其兄長借出私家車以便於深夜回家。演唱會過後他們結伴到灣仔一家酒吧消遣，直至翌日凌晨才陸續離開。林與任職騎術學校教練的姓區鄰居於凌晨5時許才驅車返家，恰巧香港仔隧道其中一條管道關閉，另一管道實施雙程行車。林之汽車在隧道內與一輛北行貨車相撞，全車嚴重損毀，頓時變成廢鐵，林、區兩人被夾在車內，消防員須用油壓剪剪開車廂才能把他們救出，姓區司機當場死亡，林則受重傷昏迷，被送往瑪麗醫院搶救後情況危殆，只能靠機器維持生命。留院期間林獲藝人成龍及郭富城探望，可惜因腦幹細胞已死亡未能甦醒見到偶像，延至同年5月7日終告不治，享年20歲，家人將其骨灰安放於沙田寶福山。雖然林不是在工作時出事，馬會仍盡力協助林家辦理後事，迅即發放林之獎金及動用慈善基金援助他們，師傅伍碧權亦將因收林為徒而獲得之獎金全數捐出，不少馬主及騎練亦捐出帛金。『林嘉成紀念賽』於6月5日舉行 （页面存档备份，存于），所有騎師臂纏黑紗向其致敬，林家及後獲頒發冠軍見習騎師獎盃。貨車司機則僅受輕傷。
林嘉成家人其後入稟香港最高法院向貨車車主及司機索償9百萬元，指他們行錯線導致意外。多名時任馬會高層、師傅伍碧權及見習騎師學校教練劉同安等均為林家作供，指林可成為世界級騎師，年入可達數千萬元，貨車車主同意作出賠償，雙方庭外和解。

### 何華麟（澳門練馬師）
1992年開始在港策騎，起初拜師黃汝安，後於1994年5月改投伍碧權接替遇車禍身亡之林嘉成，及後曾於澳門、杜拜、新加坡、新西蘭和中國武漢出賽，亦曾到英國及澳洲馬房學藝。2013年，何華麟曾代表澳門出戰「國際騎師邀請賽」奪得冠軍。在澳門從騎生涯期間，何華麟曾累計贏取超過60個盃賽包括14個一級賽事，策騎經驗豐富，並曾於2016/2017年度馬季取得52場頭馬榮膺澳門冠軍騎師殊榮。2021年8月29日，何華麟正式掛靴，澳門賽馬會業務總監杜浚斌先生致送紀念碟予他以示恭賀，感謝他以往對馬會之貢獻並祝願他前程錦繡。同年9月6日，何華麟首度獲發澳門賽馬會之練馬師牌照。

## 從練成績
| 年度      | 冠  | 亞  | 季  | 殿  | 第五 | 出馬總數 | 所贏獎金    | 練馬師榜排名 | 備注     |
| --------- | --- | --- | --- | --- | ---- | -------- | ----------- | ------------ | -------- |
| 1983-1984 | 11  | 12  | 19  | 25  | 13   | 183      | $           | 17 / 20      | 開倉首季 |
| 1984-1985 | 13  | 9   | 15  | 13  | 21   | 127      | $           | 18 / 20      | 第2季    |
| 1985-1986 | 14  | 23  | 20  | 21  | 19   | 153      | $           | 17 / 22      | 第3季    |
| 1986-1987 | 13  | 10  | 8   | 4   | 7    | 81       | $           | 17 / 19      | 第4季    |
| 1987-1988 | 15  | 14  | 10  | 22  | 17   | 189      | $           | 15 / 19      | 第5季    |
| 1988-1989 | 17  | 25  | 12  | 26  | 15   | 199      | $           | 14 / 20      | 第6季    |
| 1989-1990 | 15  | 31  | 9   | 19  | 25   | 189      | $           | 12 / 20      | 第7季    |
| 1990-1991 | 14  | 18  | 16  | 20  | 21   | 188      | $           | 16 / 22      | 第8季    |
| 1991-1992 | 10  | 15  | 15  | 21  | 15   | 193      | $           | 21 / 22      | 第9季    |
| 1992-1993 | 30  | 24  | 14  | 18  | 14   | 194      | $           | 6 / 23       | 第10季   |
| 1993-1994 | 18  | 20  | 32  | 22  | 21   | 242      | $           | 13 / 24      | 第11季   |
| 1994-1995 | 15  | 16  | 23  | 27  | 20   | 244      | $           | 15 / 24      | 第12季   |
| 1995-1996 | 12  | 11  | 9   | 17  | 12   | 232      | $           | 21 / 26      | 第13季   |
| 1996-1997 | 7   | 11  | 10  | 9   | 10   | 144      | $           | 25 / 28      | 第14季   |
| 1997-1998 | 8   | 11  | 14  | 21  | 11   | 172      | $           | 22 / 25      | 第15季   |
| 1998-1999 | 9   | 12  | 7   | 13  | 9    | 133      | $           | 22 / 25      | 第16季   |
| 1999-2000 | 13  | 13  | 9   | 13  | 10   | 134      | $           | 20 / 26      | 第17季   |
| 2000-2001 | 13  | 18  | 20  | 21  | 17   | 225      | $           | 20 / 25      | 第18季   |
| 2001-2002 | 13  | 15  | 13  | 15  | 18   | 228      | $           | 22 / 24      | 第19季   |
| 2002-2003 | 22  | 25  | 21  | 27  | 22   | 187      | $16,217,550 | 18 / 25      | 第20季   |
| 2003-2004 | 16  | 12  | 17  | 24  | 22   | 248      | $10,379,450 | 18 / 24      | 第21季   |
| 2004-2005 | 22  | 24  | 22  | 40  | 26   | 324      | $15,788,275 | 16 / 25      | 第22季   |
| 2005-2006 | 12  | 24  | 18  | 23  | 17   | 339      | $9,290,700  | 22 / 24      | 第23季   |
| 2006-2007 | 18  | 13  | 9   | 23  | 19   | 253      | $9,714,285  | 21 / 25      | 第24季   |
| 2007-2008 | 12  | 21  | 20  | 13  | 10   | 242      | $8,612,837  | 22 / 24      | 第25季   |
| 2008-2009 | 13  | 24  | 13  | 27  | 20   | 240      | $9,786,475  | 23 / 24      | 第26季   |
| 2009-2010 | 10* | 8   | 13  | 12  | 20   | 227      | $7,163,775  | 24 / 24      | 第27季   |
| 2010-2011 | 17  | 22  | 16  | 17  | 15   | 217      | $10,970,575 | 20 / 24      | 第28季   |
| 2011-2012 | 28  | 28  | 20  | 22  | 27   | 284      | $18,534,750 | 16 / 24      | 第29季   |
| 2012-2013 | 34  | 28  | 33  | 32  | 24   | 347      | $24,420,050 | 9 / 24       | 第30季   |
| 總計      | 464 | 537 | 477 | 571 | 482  | 6358     |             |              |          |

* 全季頭馬數目為不達標（練馬師牌照審核指引於1999/2000年馬季首次實施，當時合格基準為12場頭馬。其後於2003/04年度增至13場頭馬。2013/14年度進一步上調至15場頭馬，更明確指出若然最終只勝出13或14場頭馬，獎金則要達1500萬港元方算達標【外地賽事取得頭馬及獎金皆計算在內】。2016/17年度進一步上調至16場頭馬，更明確指出若然最終只勝出14或15場頭馬，獎金則要達1850萬港元方算達標【外地賽事取得頭馬及獎金皆計算在內】。2019/2020年度維持16場頭馬的達標要求，但明確指出若然最終只勝出14或15場頭馬，獎金則上調至2100萬港元方算達標【外地賽事取得頭馬及獎金皆計算在內】。由2021至2022年馬季開始，馬會修訂練馬師續牌條件，不設獎金達標第二方案。只在香港設廐的練馬師，達標要求為最少贏得16場頭馬，當中14場頭馬需要包括四班或以上的賽事，包括新馬賽；而在香港和從化兩地設廐的練馬師，達標要求更改為最少贏得18場頭馬，當中16場頭馬需要包括四班或以上的賽事，包括新馬賽。）

## 外部連結
- 香港賽馬會 （页面存档备份，存于）

## 資料來源
1. ↑  《賽馬天下》, 1994年6月號
2. ↑  《東方日報》、《南華早報》，1994年4月25日
3. ↑  《1994年香港及財經大事回顧》，無綫電視，1994年12月 （页面存档备份，存于）
4. ↑  "【騎師林嘉成昏迷】郭富城耳邊唱《對你愛不完》 成龍牀前呼喚名字"，明報， 2020-09-17 （页面存档备份，存于） （页面存档备份，存于）
5. ↑  "騎師林嘉成終不治，馬會同人齊痛哭"，天天日報，1994－05－08
6. ↑  .   [2021-12-24]. （原始内容存档于2021-12-24）.
7. ↑  .   [2021-12-30]. （原始内容存档于2021-12-23）.
8. ↑  .   [2021-12-30]. （原始内容存档于2021-12-30）.